# 秦岭蝮
秦岭蝮（学名：Gloydius qinlingensis），一种分布于中国西部地区秦岭地区的毒蛇，隶属于蝰科亚洲蝮属。其种加词“qinlingensis”意为“秦岭的”。

## 分类地位
本种描述发表时认定为是西伯利亚蝮（Gloydius halys）的一个亚种。之后有学者认为本种是高原蝮（Gloydius strauchi）的一个亚种。然而分子研究结果支持本种为独立种。

## 保护
本种于2023年被收录入《有重要生态、科学、社会价值的陆生野生动物名录》。